# Pluto på hal spis
Pluto på hal spis (även Musse Piggs och Plutos snyltgäster) (engelska: Squatter's Rights) är en amerikansk animerad kortfilm med Musse Pigg och Pluto från 1946.

## Handling
Piff och Puff har bosatt sig i Musse Piggs spis, och Pluto gör allt för att skrämma bort dem.

## Om filmen
Filmen är den 119:e Musse Pigg-kortfilmen som producerades och den enda som lanserades år 1946.
Filmen nominerades till en Oscar för bästa animerade kortfilm 1947, men förlorade till förmån för Kattkonserten med Tom och Jerry.

### Svenska visningar
Filmen hade svensk premiär den 11 december 1946 på biografen Regina och ingick i kortfilmsprogrammet Kalle Anka på festhumör, tillsammans med kortfilmerna Pluto bär ut mjölken, Figaro på äventyr, Kalle Anka som skogvaktare, Jan Långben som riddare och Kalle Anka målar bilen. Året därpå den 7 januari (nästan en månad senare) visades filmen som separat kortfilm på biografen Spegeln som också ligger i Stockholm.

## Rollista
- Walt Disney – Musse Pigg
- Pinto Colvig – Pluto
- James MacDonald – Piff
- Dessie Flynn – Puff[11]